# Цаунер, Фридрих
Фридрих Х. Цаунер (нем. Frinedrich Ch. Zauner; 19 сентября 1936, Райнбах, Верхняя Австрия — 30 ноября 2022, Шердинг, Верхняя Австрия) — австрийский писатель, сценарист, драматург, создавший несколько десятков произведений, признанных классикой современной европейской литературы.

## Биография
Фридрих Цаунер родился 19 сентября 1936 года в маленьком провинциальном городке Райнбах в районе Иннфиртель.
С 1965 года Фридрих Цаунер постоянно жил и работал в родном городе, писательство давно стало его основной и единственной профессией. В своём важнейшем литературном произведении — тетралогии «Конец вечности» (Das Ende der Ewigkeit, 1992-96), автор с точки зрения деревенских жителей его родного Иннфиртеля анализирует последствия глубокого социального переворота, который в середине XX века положил начало новой эре в жизни австрийской глубинки. Немецкий еженедельник Die Zeit назвал этот роман одним из наиболее значимых произведений современной литературы.
Фридрих Цаунер является также весьма плодотворным драматургом и сценаристом, его многочисленные пьесы были поставлены и успешно идут не только на сценах театров Вены, Зальцбурга, Линца и Граца, но и за рубежом, особенно в Германии и Швейцарии. Пьесы Цаунера, написанные в разные годы, хорошо известны и в немецкоязычной Европе, и далеко за её пределами. Так, пьеса «Привидение» (Spuk), впервые представленная зрителю драматическим театром Линца, столицы Верхней Австрии, в испанском переводе с блеском прошла на подмостках знаменитого театра Гранеро в Мехико в течение двух сезонов подряд. По его сценариям осуществлены многочисленные теле- и радио постановки. Об авторе создано несколько биографических работ и монографий, по его творчеству защищены диссертации и дипломы.
Особенно успешным является проект Фридриха Цаунера, получивший название Rainbacher Evangelienspiele — театральный фестиваль в Райнбахе по произведениям, основанным на Евангелии. Фестиваль, который стал ежегодным, был впервые проведен в 2004 году, открывшись постановкой пьесы Цаунера «Страсть» (Passion).
Фридрих Цаунер является президентом Верхнеавстрийского отделения международного ПЕН-клуба, лауреатом республиканской премии в области литературы и искусства и почетным гражданином города Райнбаха.

## Творчество

### Книги
- Архаическая трилогия, 3 пьесы, 1982, ISBN 3-7030-0105-4
- Im Schatten der Maulwurfshügel, роман, 1992, ISBN 3-900943-14-1
- Das Ende der Ewigkeit. В рубрике «История края», 1992—1996
- Und die Fische sind stumm, роман, 1993, ISBN 3-900943-15-X.
- Aller Tage Abend/Kidnapping, 2 пьесы, 1993, ISBN 3850683850
- Früchte vom Taubenbaum, роман, 1994, ISBN 3-900943-16-8.
- Heiser wie Dohlen, роман, 1996, ISBN 3-900943-39-7.
- Bulle, рассказ, 1999, ISBN 3-900943-73-7
- Katzenspiele, рассказ, 2001, ISBN 3-900943-85-0
- Als er anklopfte der mit seiner Knochenhand, реквием, 2003, ISBN 3-85068-609-4
- Der Vergessene, рассказ, 2005, ISBN 3-85068-674-4
- Где-то там, в лесу, у тех людей, — детективный роман, 2006, ISBN 978-3-85068-694-5.
- Scharade, роман, 2010, ISBN 978-3-99025-016-7
- Exodus, Moses, роман, 2012, ISBN 978-3-941425-55-2
- Das Joch der Erde, американская трилогия, 2013, ISBN 978-3-941425-67-5

### Пьесы и постановки
- Spuk, UA Landestheater, Линц, 1971
- Kobe Beef, UA 'Experiment am Lichtenwerd', в рамках Венского фестиваля, 1973
- Fiktion, UA 'Schauspielhaus', Грац, 1975
- Von draußen rein, UA 'Theater im Zentrum Wien', Вена, 1976
- Deserteure, UA 'Theater am Zytglogge', Берн, 1977
- Menschenskinder, UA 'Landestheater', Зальцбург, 1980
- Kidnapping, UA 'Landestheater ', Зальцбург, 1981
- Reportage, UA 'Literatur im Scheinwerfer ', Линц, 1982
- Ypsilon, UA 'Theater beim Auersperg', в рамках Венского фестиваля, 1985
- Aller Tage Abend, UA 'Landestheater, Линц, 1989
- Mirakel Mirakel, UA 'Graumanntheater ', Вена, 1991
- U für X, UA 'Rampenlicht', Пукинг, 1995
- Der Aufstieg der Regina G., UA 'Volkstheater', Вена, 1996
- Nix für ungut, UA 'Jugendbühne zeitlos ', Эфердинг, 2000
- Abraham und Isaak, türkisch durch Selcuk Ünlü, Ibrahim ve Ishak, UA 'Tiyatro Bülümü', Турция, 2000
- Passion, в рамках Райнбахского Евангелического фестиваля, 2004
- Zeichen und Wunder, в рамках Райнбахского Евангелического фестиваля, 2005
- Johannes der Täufer, в рамках Райнбахского Евангелического фестиваля, 2006
- Das Grab ist leer, в рамках Райнбахского Евангелического фестиваля, 2007
- Hiob, в рамках Райнбахского Евангелического фестиваля, 2009
- Ruth, в рамках Райнбахского Евангелического фестиваля, 2010
- Abraham im ägyptischen Exil, в рамках Райнбахского Евангелического фестиваля, 2011
- König David, в рамках Райнбахского Евангелического фестиваля, 2012
- Von Jakob, Josef und seinen Brüdern, в рамках Райнбахского Евангелического фестиваля, 2013
- Tamar, в рамках Райнбахского Евангелического фестиваля, 2014
- Verhör, UA 'TG Biedenkopf, замок Биденкопф, 2014
- Esther, в рамках Райнбахского Евангелического фестиваля, 2015

### Аудио-постановки
- Spuk, NDR, Гамбург, 1970
- Todeszone, ORF, Линц, 1971
- Zieleinlauf, ORF Ö1, Вена, 1971
- Geschäfte, Geschäfte, Geschäfte, ORF, Линц, 1972
- Hundstage, WDR, Кёльн, 1973
- Abtritt, SR, Саарбрюкен, 1974
- Job für Kutschera, ORF, Линц, 1975
- Zwutschkerl, BR, Мюнхен, 1976
- Deserteure, DRS, Берн, 1976
- Reportage, SDR, Штутгард, 1978
- Где-то там, в лесу, у тех людей, — ORF Ö1, Вена, 1978
- Land, ORF Ö1, Вена, 1978
- Anrufe, ORF Ö1, Вена, 1980
- Die Entdeckung des Herrn Kalander, ORF Ö1, Вена, 1981
- harisma, ORF Ö1, Вена, 1985
- Katz im Sack, ORF, Линц и BR, Мюнхен, 1987
- Geiselnahme, ORF, Линц, 1992
- Gewonnen, ORF, Линц, 1994
- Spalle al muro, RTSI, Лугано и RAI 2, Рим, 1995
- Grothum Haus, ORF, Линц, 2000
- Nekrolog, ORF, Линц, 2000
- Die Prüfung, ORF, Линц, 2003

### Экранизации
- Job für Kutschera, ORF, Вена, 1975
- Wegen Renovierung geschlossen, ZDF, Майнц, 1976
- Im Sauwald, ORF, Вена, 1977
- Land und Leute am Inn, ORF, Вена, 1979
- Die oberösterreichische Donau, ORF, Вена, 1979
- Menschenskinder, Aufzeichnung des Landestheaters Salzburg, ORF, Вена, 1980
- Das Mondseeland, ORF, Вена, 1981
- Xander Vrüpp macht Geschäfte, ORF, Вена, 1984
- Oberösterreich im Flug, ORF, Вена, 1985
- Xander Vrüpp gibt ein Beispiel, ORF, Вена, 1985
- Xander Vrüpp macht Geschäfte, ORF, Вена, 1986
- Где-то там, в лесу, у тех людей — ARD, SFB, Берлин, 1990
- St. Peter, das verschwundene Dorf, Filmfeature, Pro omnia, Линц, 1997

### Музыкальные произведения
- Das ist mein Land, кантата для сопрано, речитатива, объединённого хора и оркестра, композитор Gunter Waldek, UA 'Jahnhalle, Рид, 1998
- Passion, по текстам Ф. Цаунера для объединённого хора, органа и оркестра ударных инструментов, композитор Marco Lemke, 2002
- Als er anklopfte, der mit seiner Knochenhand, реквием, композитор Fridolin Dallinger, UA 'Minoriten', Вельс, 2004

### CD- и DVD-диски
- Das ist mein Land, кантата по текстам Ф. Цаунера, поэтическое сопровождение: Roswitha Zauner, музыка: Gunter Waldek, запись 'Landesmusikdirektion, Линц, 1998
- Цаунер читает Цаунера, Где-то там, в лесу, у тех людей, 'M.M.Студия H. Wiesinger', 1999
- Цаунер читает Цаунера, Im Schatten der Maulwurfshügel, 'M.M.Studio H. Wiesinger', 2000
- Das Ende der Ewigkeit, 9 композиций для одноимённой трилогии под гитару', PAO Records', Дирсбах, 2002
- Kopfstücke, портрет Ф. Цаунера, производство 'peter buluj Film' Линц, 2005
- König David, запись спектакля в рамках Райнбахского Евангелического фестиваля 'LRP STUDIOS, Рид, 2012

## Награды
- 2003: Heinrich-Gleißner-Preis
- 2006: Franz-Theodor-Csokor-Preis

## Научные и другие публикации об авторе и с его участием
- Emmerich Schierhuber: «Friedrich Ch. Zauner. Sein Leben und sein dramatisches Schaffen bis 1981», диссертация 'Universität Wien', 1984.
- Ayşe Tezci: «Солидарность героев романа Ф. Цаунера, Где-то там, в лесу, у тех людей» — «Die Solidarität unter den Leuten in dem Roman‚ Dort oben im Wald bei diesen Leuten‘ von Friedrich Ch. Zauner», дипломная работа, 'Selçuk Universität, Конья, Турция, 1994
- Bilgin Ilyasoğlu: «Die Kunstbetrachtung in Friedrich Ch. Zauners Roman Scharade», дипломная работа, 'Selçuk Universität, Конья, Турция, 1995
- Walter Kohl (издатель): «Рампа — литературные тетради. Портрет-96: Ф. Цаунер.», Линц 1996, ISBN 3-85320-774-X.
- Univ. Prof. Selçuk Ünlü: «Friedrich Ch. Zauner’in Romanlarinda Ilişki Krizi» — Beziehungskrise im Romanwerk Friedrich Ch. Zauners, Wissenschaftliche Abhandlung, Издательство 'Damla', Турция, 1996
- Selçuk Ünlü (издатель): Сборник работ о Ф. Цаунере — «Gesammelte Arbeiten über Friedrich Ch. Zauner der Germanistischen Abteilung an der Selçuk Universität Konya», 'RADAR, Конья, Турция, 1999
- Salih Özenici: «Das Dorf in Friedrich Ch. Zauners Romantetralogie Das Ende der Ewigkeit», Dissertation 'Selçuk Universität Konya', Конья, Турция, 1999
- Gerald Rettenegger: «Das Ende der Ewigkeit», ein Romanzyklus von Friedrich Ch. Zauner, 'Edition Geschichte der Heimat', Грюнбах, 2002
- Pindelski: «Das Ende der Ewigkeit», Kritiken und Reaktionen über Friedrich Ch. Zauners Opus Magnum, 'Ennsthaler Verlag', Штайр, 2002
- Univ. Prof. Dr. Selçuk Ünlü: «Studien zum epischen Werk Fr. Ch. Zauners», 'RADAR', Конья, Турция, 2002
- Gerald Rettenegger: «Das Ende der Ewigkeit. Zum Romanzyklus von Friedrich Ch. Zauner», 'Издательство Steinmaßl-Verlag', Grünbach 2002, ISBN 3-900943-96-6.
- Alfred Pittertschatscher: «Die Lebenskraft eines Zeitalters liegt nicht in seiner Ernte, sondern in seiner Aussaat» Laudatio, издательство 'Kulturverein Heinrich Gleißner Haus', Линц, 2003
- Pindelski: «Friedrich Ch. Zauner Aus seinem Leben, Anekdoten — Geschichten — Kuriosa von 1936 bis 1965», изд. 'Ennsthaler Verlag', Штайр, 2005
- Christine Wiener: «Frauenbilder in Friedrich Ch. Zauners Romantetralogie Das Ende der Ewigkeit», дирломная работа 'Universität Innsbruck', Иннсбрук, 2006
- Hans Würdinger (издатель): «Die Rainbacher Evangelienspiele Ein etwas anderes Theater», 'Ennsthaler Verlag', Штайр, 2007
- Pindelski: Erlesenes, Erhörtes, Unerhörtes: о Фридрихе Цаунере. Творческие поиски с 1965 по 1996", издательство 'Ennsthaler Verlag', Штайр, 2008
- Manuela Kloibmüller: «Die Rainbacher Evangelienspiele, Eine Untersuchung zur Entstehung und Umsetzung eines Theaterprojektes im ländlichen Raum», дипломная работа, 'Universität Wien' 2008
- Gérard Thiériot: «La Heimat à l’épreuve de Dieu: les drames religieux de l’Autrichien Friedrich Ch. Zauner», in : " Heimat. La petite patrie dans les pays de langue allemande ", Actes du 40e congrès de l’AGES, François Genton et al. (dir.); Chroniques allemandes n° 13 — 2009, 'CERAAC, Université Stendhal' — Grenoble 3, Grenoble 2010.
- Meinir Edmunds: «Eben mehr als eine Dorfgeschichte: A Study and Assessment of Friedrich Ch. Zauner’s Tetralogy Das Ende der Ewigkeit», диссертация 'Bangor University', Вельс, Австрия, 2010
- Ayşe Yaçın: «Der Außenseiter in den großen Erzählung Friedrich Ch. Zauners», дипломная работа 'Selçuk Universität', Конья, Турция, 2010
- Gürol Zeyrek: «Entfremdung in Friedrich Ch. Zauners Romanwerk», дипломная работа 'Selçuk Universität', Конья, Турция, 2010
- Peter Pabisch: «Maulwurfshügel, Taubenbaum und eine Honda, интервью с Фридрихом и Росвитой Цаунер об их творчестве» (DVD прилагается), Zusammenarbeit mit Pamela Castaldi und Leslie Sandoval Language Learning Center, 'The University of New Mexico' in Albuquerque, serie universitas international, 'morgenroth media', Мюнхен, 2012
- Peter Pabisch: «Voll der Erwartung, Text und Skizzen zu Friedrich Ch. Zauners Von Jakob, Josef und seinen Brüdern», двуязычный выпуск (немецкий — английский), serie universitas international, 'morgenroth media', Мюнхен, 2014
- Seval Erdoğan: «Friedrich Christian Zauners „Das Ende der Ewigkeit als ein Familienroman“, кандидатская работа, 'Necmettin Erbakan Universität', Selçuklu, Турция, 2014.